# Amy Ella Blanchard
Amy Ella Blanchard (ur. 28 czerwca 1856, zm. 1926) – amerykańska pisarka i poetka, znana jako autorka książek dla dzieci. Urodziła się w Baltimore w stanie Maryland. Studiowała sztuki plastyczne w Nowym Jorku i Filadelfii. Potem pracowała jako nauczycielka plastyki w Plainfield w stanie New Jersey. Pozostawiła po sobie kilkadziesiąt książek. Napisała między innymi Wee Babies (1882), My Own Dolly (1893), Two Girls (1894), Betty of Wye (1896), Miss Vanity (1899) i Her Very Best (1900). Współpracowała z ilustratorką Idą Waugh.